# Алі Голізаде
Алі Голізаде Ножеде (перс. علی قلی‌زاده; нар. 10 березня 1996, Намін, Іран) — іранський футболіст, нападник польського клубу «Лех» та національної збірної Ірану.

## Клубна кар'єра

### Сайпа
Народився в місті Нармін, остан Ардебіль. Вихованець молодіжної команди «Сайпа» (Тегеран). Енгін Фірат перевів 18-річного Алі до першої команди. У Про-лізі Ірану дебютував в нічийному (0:0) поєдинку 30-го туру проти «Саба Кум», в якому замінив Мохаммадрезу Зейналхейрі. У наступному сезоні 2014/15 років нападник взяв участь у трьох матчах чемпіонату (відіграв не всі 90 хвилин). Наприкінці наступного сезону 2015/16 років грав у першій команді регулярно. 28 квітня 2016 року відзначився першим голом у чемпіонаті в програному (1:2) поєдинку 28-го туру проти «Естеґлала» (Тегеран). Протягом цього сезону зіграв 12 матчів, в яких відзначився одним голом та гольовою передачею. Відзначився двома голами в наступному сезоні 2016/17 років, в яких часто був на полі як стартовий вінгера і в цілому провів 23 матчі в чемпіонаті. Лише у сезоні 2017/18 років закріпився в стартовому складі, відзначився шістьма голами та аналогічною кількістю гольових передач у 28 матчах чемпіонату. Завдяки вдалій грі отримав нагороду «Найкращий молодий гравець сезону» в Про-лізі Ірану.

### «Шарлеруа»
30 травня 2018 року оголошено про його перехід у клуб бельгійський першого дивізіону «Шарлеруа», з яким підписав 2-річний контракт з опцією продовження ще на два роки. Там він познайомився зі своїм колишнім товаришем по команді і співвітчизником Кавехом Резаї, а тиждень по тому до «Зебр» приєднався Омід Нурафкан з «Естеґлала», який був на рік молодшим. Дебютував у футболці бельгійського чемпіонату 29 липня 2018 року в програному (0:1) поєдинку проти «Антверпена». 25 листопада 2018 року відзначився першим голом у переможному (4:2) виїзному матчі 16-го туру проти «Локерена». У сезоні 2018/19 років не зміг закріпитися у стартовому складі, а з грудня 2018 року пропустив більшість матчів чемпіонату через проблеми з травмами, тому завершив сезон одним голом та п'ятьма передачами у 22 матчах національної першості. У жовтні 2019 року увірвався до стартового складу, в неповному сезоні 2019/20 років зіграв 22 поєдинки, в яких відзначився трьома голами та 7-ма гольовими передачами.

## Кар'єра в збірній

### Юнацькі та молоіджна збірні
У складі юнацької збірної Ірану (U-17) брав участь в юнацькому чемпіонаті Азії (U-16) 2012 та юнацькому чемпіонаті світу (U-17) 2013 року. У програному (1:4) матчі 1/8 фіналу проти майбутнього переможця турніру, Нігерії, відзначився єдиним голом у футболці своєї збірної. Отримав запрошення до молодіжної збірної Ірану (U-20) від Алі Дустімера для підготовки до юнацького чемпіонату Азії (U-19) 2014 року.

### Збірна Іраку
У футболці національної збірної Ірану дебютував 17 березня 2018 року в поєдинку проти Сьєрра-Леоне, в якому відзначився двома голами. У травні 2018 року потрапив до попереднього списку гравців до складу збірної для поїздки на чемпіонат світу 2018 року в Росії.

## Статистика виступів

### Клубна
| Клуб              | Дивізіон          | Сезон                    | Ліга  | Ліга | Кубок | Кубок | Континентальні | Континентальні | Інші  | Інші | Загалом | Загалом |
| Клуб              | Дивізіон          | Сезон                    | Матчі | Голи | Матчі | Голи  | Матчі          | Голи           | Матчі | Голи | Матчі   | Голи    |
| ----------------- | ----------------- | ------------------------ | ----- | ---- | ----- | ----- | -------------- | -------------- | ----- | ---- | ------- | ------- |
| «Сайпа»           | 2013–14           | Про-ліга Перської затоки | 1     | 0    | 0     | 0     | —              | —              | —     | —    | 1       | 0       |
| «Сайпа»           | 2014–15           | Про-ліга Перської затоки | 3     | 0    | 0     | 0     | —              | —              | —     | —    | 3       | 0       |
| «Сайпа»           | 2015–16           | Про-ліга Перської затоки | 12    | 1    | 1     | 0     | —              | —              | —     | —    | 13      | 1       |
| «Сайпа»           | 2016–17           | Про-ліга Перської затоки | 23    | 1    | 2     | 0     | —              | —              | —     | —    | 25      | 1       |
| «Сайпа»           | 2017–18           | Про-ліга Перської затоки | 28    | 6    | 1     | 0     | —              | —              | —     | —    | 29      | 6       |
| «Сайпа»           | Загалом           | Загалом                  | 67    | 8    | 4     | 0     | 0              | 0              | 0     | 0    | 71      | 8       |
| «Шарлеруа»        | 2018–19           | Ліга Жупіле              | 22    | 1    | 1     | 1     | —              | —              | 0     | 0    | 23      | 2       |
| «Шарлеруа»        | 2019–20           | Ліга Жупіле              | 22    | 3    | 3     | 1     | —              | —              | —     | —    | 25      | 4       |
| «Шарлеруа»        | 2020–21           | Ліга Жупіле              | 11    | 3    | 0     | 0     | 2              | 0              | —     | —    | 14      | 3       |
| «Шарлеруа»        | Загалом           | Загалом                  | 55    | 7    | 4     | 2     | 2              | 0              | 0     | 0    | 62      | 9       |
| Усього за кар'єру | Усього за кар'єру | Усього за кар'єру        | 122   | 13   | 8     | 2     | 2              | 0              | 0     | 0    | 133     | 17      |

### У збірній

#### По роках
Станом на  12 листопада 2020.
| національна збірна Ірану | національна збірна Ірану | національна збірна Ірану |
| Рік                      | Матчі                    | Голи                     |
| ------------------------ | ------------------------ | ------------------------ |
| 2018                     | 6                        | 3                        |
| 2020                     | 2                        | 0                        |
| Загалом                  | 8                        | 3                        |

#### По матчах
| Дата       | Місто   | Господарі            | Результат | Гості             | Турнір           | Голи | Примітки |
| ---------- | ------- | -------------------- | --------- | ----------------- | ---------------- | ---- | -------- |
| 17-3-2018  | Тегеран | Іран                 | 4 – 0     | Сьєрра-Леоне      | товариський матч | 2    | 15' 48'  |
| 19-3-2018  | Тегеран | Іран                 | 1 – 0     | Узбекистан        | товариський матч | -    |          |
| 11-9-2018  | Ташкент | Узбекистан           | 0 – 1     | Іран              | товариський матч | -    |          |
| 16-10-2018 | Тегеран | Іран                 | 2 – 1     | Болівія           | товариський матч | -    | 78'      |
| 15-11-2018 | Тегеран | Іран                 | 1 – 0     | Тринідад і Тобаго | товариський матч | -    | 77'      |
| 20-11-2018 | Доха    | Іран                 | 1 – 1     | Венесуела         | товариський матч | 1    | 42' 74'  |
| 8-10-2020  | Ташкент | Узбекистан           | 1 – 2     | Іран              | товариський матч | -    | 75'      |
| 12-11-2020 | Сараєво | Боснія і Герцеговина | 0 – 2     | Іран              | товариський матч | -    | 71' 84'  |
| Усього     |         | Матчів               | 8         |                   | Голів            | 3    |          |

#### Голи за збірну
Рахунок та результат збірної Ірану в таблиці подано на першому місці.
| №  | Дата              | Місце                         | Суперник     | Рахунок | Результат | Змагання         |
| -- | ----------------- | ----------------------------- | ------------ | ------- | --------- | ---------------- |
| 1. | 17 березня 2018   | Азаді, Тегеран, Іран          | Сьєрра-Леоне | 2–0     | 4–0       | Товариський матч |
| 2. | 17 березня 2018   | Азаді, Тегеран, Іран          | Сьєрра-Леоне | 4–0     | 4–0       | Товариський матч |
| 3. | 20 листопада 2018 | Хамад бін Халіфа, Доха, Катар | Венесуела    | 1–1     | 1–1       | Товариський матч |

## Особисте життя
З лютого 2019 року Голізаде на іранській футболістці Ясаманою Фармані. Фармані також виступає за «Шарлеруа», у жіночій Суперлізі Бельгії. Також Ясаман грає в жіночій збірній Ірану з футболу.

## Досягнення
- Чемпіон Польщі (1):

«Лех»: 2024-25
Індивідуальні
- Найкращий молодий гравець Ірану: 2017/18